# Nice & Slow
"Nice & Slow" é uma canção do cantor norte-americano Usher,  a música foi lançada dia 03 de fevereiro de 1998 como segundo single do seu segundo álbum de estúdio My Way. Foi seu primeiro single em número um na Billboard Hot 100. Foi escrita por Brian e Brandon Casey do grupo Jagged Edge , Seal Manuel Jr., Jermaine Dupri e Usher Raymond.

## Faixas e formatos
| United Kingdom CD single 1 |                                      |                                               |         |  |
| N.º                        | Título                               | Nota(s)                                       | Duração |  |
| 1.                         | "Nice & Slow"                        |                                               | —       |  |
| 2.                         | "Nice & Slow (CD-ROM Video Element)" |                                               | —       |  |
| 3.                         | "You Make Me Wanna... (Remix)"       | (contém trechos de "Just Like Me" e "My Way") | —       |  |

| Nice & Slow (The Remixes) |                                                       |         |  |
| N.º                       | Título                                                | Duração |  |
| 1.                        | "Nice & Slow (Radio Version)"                         | —       |  |
| 2.                        | "Nice & Slow (Live Version)"                          | —       |  |
| 3.                        | "Nice & Slow (B-Rock's Basement Mix)"                 | —       |  |
| 4.                        | "Nice & Slow (Suli & Stef's Club Class Mix - UK Mix)" | —       |  |

## Desempenho

### Posições
| País           | Tabelas musicais            | Melhor posição |
| -------------- | --------------------------- | -------------- |
| Estados Unidos | Billboard Hot 100           | 1              |
| Estados Unidos | Billboard R&B/Hip-Hop Songs | 1              |

### Tabelas musicais de final de década
| País           | Chart (1990–1999) | Posiçãos |
| -------------- | ----------------- | -------- |
| Estados Unidos | Billboard Hot 100 | 75       |